# Wapen van Grobbendonk

Het wapen van de gemeente Grobbendonk

Het wapen van Grobbendonk werd op 17 april 1990 per Ministerieel Besluit aan de Antwerpse gemeente Grobbendonk verleend. De blazoenering luidt als volgt:
Gevierendeeld 1. en 4. in zilver een opvliegende raaf van sabel op een drietoppige heuvel van sinopel 2. en 3. in keel drie staande lelies van zilver. Het schild getopt met een kroon van goud met dertien parels waarvan drie verheven, en gehouden door twee leeuwen van goud, geklauwd en getongd van keel.

## Geschiedenis
De gemeente Grobbendonk voert het wapen van de familie Schetz (de voorouders van het huis Ursel), die van 1545 tot 1726 de heren van Grobbendonk leverde. De raaf op de heuvel is het oudste wapen van de familie Schetz; de drie staande lelies, het wapen van Wezemaal, werden eraan toegevoegd toen Gaspar Schetz in 1561 de heerlijkheid Wezemaal kocht.